# Lekkoatletyka na Letnich Igrzyskach Paraolimpijskich 2004 – bieg na 200 metrów kl. T13 mężczyzn
W biegu na 200 metrów kl. T13 (zawodnicy niedowidzący) mężczyzn podczas Letnich Igrzysk Paraolimpijskich 2004 rywalizowało ze sobą 12 zawodników.

## Wyniki

### Eliminacje
Bieg 1
| Poz. | Zawodnik         | Narodowość        | Rezultat | Uwagi |
| ---- | ---------------- | ----------------- | -------- | ----- |
| 1    | Andre Andrade    | Brazylia          | 22.40    | Q     |
| 2    | Royal Mitchell   | Stany Zjednoczone | 22.45    | Q     |
| 3    | Ioannis Protos   | Niemcy            | 22.71    | Q     |
| 4    | Jose Alves       | Portugalia        | 22.92    | q     |
| 5    | Jurij Gornak     | Azerbejdżan       | 23.05    | q     |
| 6    | Kordian Galiński | Polska            | 23.59    |       |

Bieg 2
| Poz. | Zawodnik          | Narodowość        | Rezultat | Uwagi |
| ---- | ----------------- | ----------------- | -------- | ----- |
| 1    | Nathan Meyer      | Południowa Afryka | 22.67    | Q     |
| 2    | Irving Bustamante | Kuba              | 23.05    | Q     |
| 3    | Aldo Manganaro    | Włochy            | 23.30    | Q     |
| 4    | Conal McNamara    | Irlandia          | 23.58    |       |
| 5    | Ihra Fartunau     | Białoruś          | 25.20    |       |
| 6    | Shahzad Muhammad  | Pakistan          | 27.32    |       |

## Finał
| Poz. | Zawodnik          | Narodowość        | Rezultat | Uwagi |
| ---- | ----------------- | ----------------- | -------- | ----- |
| 1    | Andre Andrade     | Brazylia          | 22.70    |       |
| 2    | Nathan Meyer      | Południowa Afryka | 22.96    |       |
| 3    | Irving Bustamante | Kuba              | 23.04    |       |
| 4    | Ioannis Protos    | Grecja            | 23.24    |       |
| 5    | Jurij Gornak      | Azerbejdżan       | 23.53    |       |
| 6    | Aldo Manganaro    | Włochy            | 23.63    |       |
|      | Jose Alves        | Portugalia        | DNF      |       |
|      | Royal Mitchell    | Stany Zjednoczone | DQ       |       |